# Стара Камениця
Стара Камениця (пол. Stara Kamienica, нім. Alt Kemnitz) — село в Польщі, у гміні Стара Камениця Єленьоґурського повіту Нижньосілезького воєводства.
Населення — 1259 осіб (2011).
У 1975-1998 роках село належало до Єленьоґурського воєводства.

## Демографія
Демографічна структура станом на 31 березня 2011 року:
|          | Загалом | Допрацездатний вік | Працездатний вік | Постпрацездатний вік |
| -------- | ------- | ------------------ | ---------------- | -------------------- |
| Чоловіки | 594     | 107                | 436              | 51                   |
| Жінки    | 665     | 108                | 414              | 143                  |
| Разом    | 1259    | 215                | 850              | 194                  |